# Microhoria caprai
Microhoria caprai là một loài bọ cánh cứng trong họ Anthicidae. Loài này được Bucciarelli miêu tả khoa học năm 1977.